# 아차산숲속도서관
아차산숲속도서관은 서울특별시 광진구에 있는 공립 도서관이다.

## 연혁
- 2022년 8월 19일 아차산숲속도서관 개관.